# Płocko
Płocko (deutsch Plötzig, früher Plötzke) ist ein Dorf in der Stadt- und Landgemeinde Kępice (Hammermühle) im Powiat Słupski (Stolper Kreis) der polnischen Woiwodschaft Pommern.

## Geographische Lage
Das Dorf liegt in Hinterpommern, etwa 19 Kilometer nordnordwestlich von Miastko (Rummelsburg i. Pom.) und 2 ½ Kilometer nordnordwestlich des Kirchdorfs Przytocko (Pritzig).
Östlich grenzt die Gemarkung des Dorfs an die Stüdnitz.

## Geschichte

Plötzig, nordnordwestlich von Rummelsburg und nordnordwestlich des Kirchdorfs Pritzig, auf einer Landkarte von 1915

Das alte Lettow-Vorbecksche Lehen Plötzig befand sich um 1782 ungeteilt im Besitz der Gebrüder Ernst Friedrich Wilhelm und Franz Martin George von Zitzewitz, die das ganze Gut Plötzig von ihrem Vater, dem Hauptmann Martin Friederich von Zitzewitz auf Techlipp, geerbt hatten. Laut Vasallen-Tabelle besaß um 1804 der 36 Jahre alte Franz Martin von Zitzewitz, Lieutenant a. D., zu Techlipp die beiden Güter Plötzig und Püstow nebst Ackerwerk Vonzog. Nach den Verzeichnissen der Pommerschen Ritterschaft gehörte das Gut Plötzig am 1. Januar 1862 dem Ernst Anthon Wilhelm von Zitzewitz, Major a. D., auf Techlipp, der das Lehen 1842 geerbt hatte. Besitzer des Ritterguts Plötzig mit Vorwerk Vonzog war um 1884 Albert von Zitzewitz, Rittmeister a. D., dessen Familie das Gut auch noch 1892 besaß. Von 1937 bis 1945 war das Gut Plötzig im Besitz von Hanneliese Gräfin von Borcke-Stargordt (1900–1990), geb. von Zitzewitz, auf Stargordt bei Regenwalde.
Am 1. Dezember 1913 wurden auf der 391,7 Hektar großen Gemarkungsfläche der Landgemeinde Plötzig 30 viehhaltende Haushaltungen gezählt und auf dem 1013,0 umfassenden Gutsbezirk Plötzig 29 viehhaltende Haushaltungen.
Am 1. April 1927 hatte der Gutsbezirk Plötzig eine Flächengröße von 1012 Hektar und 97 Ar, und am 16. Juni 1925 hatte dieser Gutsbezirk 182 Einwohner. Am 30. September 1928 wurde der Gutsbezirk Plötzig in die Landgemeinde Plötzig eingegliedert.
Anfang der 1930er Jahre hatte die Landgemeinde Plötzig eine Flächengröße von 14 km². Innerhalb der Gemeindegrenzen standen insgesamt 36 bewohnte Wohnhäuser an zwei verschiedenen Wohnstätten:
1. Plötzig
2. Vonzog

Um 1935 hatte Plötzig u. a. einen Gemischtwarenladen.
Die Landgemeinde Plötzig gehörte im Jahr 1945 zum Landkreis Rummelsburg im Regierungsbezirk Köslin der preußischen Provinz Pommern des Deutschen Reichs und war dem Amtsbezirk Pritzig zugeordnet. Das Standesamt befand sich in Pritzig.
Gegen Ende des Zweiten Weltkriegs wurde Plötzig Anfang März 1945 von der Roten Armee besetzt. Anschließend wurde Plötzig zusammen mit ganz Hinterpommern von der Sowjetunion der Volksrepublik Polen zur Verwaltung überlassen. In der Folgezeit wurden die allermeisten einheimischen Dorfbewohner von der polnischen Administration aus Plötzig vertrieben. Der Ortsname Plötzig wurde zu „Płocko“ polonisiert.

### Demographie
| Jahr | Einwohner | Anmerkungen |
| ---- | --------- | --- |
| 1782 | –         | altes Lettowsches Lehen, bestehend aus einem Vorwerk, vier Bauernhöfen, sieben Halbbauern, einem Krug, einer Schmiede, einem Schulmeister, 16 Feuerstellen (Haushaltungen) und einer Kirche, die eine Filiale von Pritzig ist, im Besitz der Gebrüder Ernst Friedrich Wilhelm und Franz Martin George von Zitzewitz befindlich |
| 1818 | 120       | Kirchdorf, adlige Besitzung, zum Kirchspiel Pritzig gehörig |
| 1825 | 135       | Ortschaft mit dem Vorwerk Vonzog |
| 1852 | 278       | Dorf |
| 1864 | 307       | am 3. Dezember, Gemeindebezirk mit 108 Einwohnern und Gutsbezirk mit 199 Einwohnern |
| 1867 | 324       | am 3. Dezember, davon 116 in der Landgemeinde und 208 im Gutsbezirk |
| 1871 | 319       | am 1. Dezember, davon 121 (sämtlich Evangelische) in der Langemeinde und 198 (sämtlich Evngelische) im Gutsbezirk |
| 1885 | 312       | am 1. Dezember, davon 143 (sämtlich Evangelische) in der Landgemeinde und 169 (sämtlich Evangelische) im Gutsbezirk |
| 1895 | 272       | am 2. Dezember, davon 129 (sämtlich Evangelische) in der Landgemeinde und 143 (sämtlich Evangelische) im Gutsbezirk |
| 1910 | 359       | am 1. Dezember, davon 126 in der Landgemeinde und 233 im Gutsbezirk |
| 1925 | 362       | sämtlich Evangelische |
| 1933 | 318       | [ 20 ] |
| 1939 | 331       | [ 20 ] |

## Kirche

### Dorfkirche
Plötzig hatte eine eigene Dorfkirche, die eine Filiale von Pritzig war. 1936 bekam die Gemeinde Plötzig ein neues kleines Kirchengebäude.
Nach 1945 wurde das Kirchengebäude zugunsten der Römisch-katholischen Kirche in Polen zwangsenreignet.

### Kirchspiel bis 1945
Die vor 1945 in Plötzig anwesenden Dorfbewohner waren größtenteils evangelischer Konfession. Die evangelischen Einwohner gehörten zum evangelischen Kirchspiel Pritzig im Kirchenkreis Schlawe in der Kirchenprovinz Pommern der Evangelischen Kirche der Altpreußischen Union. Kirchliche Eintragungen wurden bis 1836 in den Kirchenbüchern der mater zu Pritzig vorgenommen.
Das katholische Kirchspiel war in Rummelsburg i. Pom.

### Kirchspiel seit 1946
Die seit 1945 und Vertreibung der Einheimischen hier lebende polnische Dorfbevölkerung ist größtenteils römisch-katholisch und gehört der Römisch-katholischen Kirche in Polen an.
Hier lebenden evangelische Kirchenglieder werden von der Evangelisch-Augsburgischen Kirche in Polen betreut. Das zuständige Pfarramt ist das der Kreuzkirche in Słupsk (Stolp).

## Persönlichkeiten
- Witzke von Vorbeck (* um 1379), war Gutsherr auf Groß und Klein Schwirsen, Drawehn, Karzenburg, Klenzin und Plötzig, Polnischer Starost, Rat des Herzogs Bogislaw IX., vermählt mit Anna Osten aus Woldenburg[22]
- Franz Eduard Ferdinand Ernst von Zitzewitz (1860–1937), königl. preußischer Rittmeister der Reserve des Husarenregiments Nr. 5, Rechtsritter des Johanniterordens, war Erbherr auf Püstow und Plötzig[23]